# Synopeas gastralis
Synopeas gastralis är en stekelart som beskrevs av Peter Neerup Buhl 2001. Synopeas gastralis ingår i släktet Synopeas och familjen gallmyggesteklar. Inga underarter finns listade i Catalogue of Life.